# غروت بريجس جيف شيرنز 2014
غروت بريجس جيف شيرنز 2014 (بالإنجليزية: 2014 Grote Prijs Jef Scherens)‏  هو سباق دراجات هوائية، وهو الموسم رقم 48 من السباق، وأقيم في 14 سبتمبر 2014، وامتدّ لمسافة 183.3 كيلومتر، وهو أحد سباقات طواف أوروبا للدراجات 2014، وهو من نوع سباق يوم واحد، وهو من نوع سباق الدراجات، وقد شارك في السباق 150 متسابقاً ووصل إلى نهايته 119 متسابقاً.
فاز فيه بالمركز الأول أندريه جريبيل، وبالمركز الثاني توم فان أسبروك، وبالمركز الثالث داني فان بوبل.

## الفائزون
| الترتيب | الفائز         |
| ------- | -------------- |
| الفائز  | أندريه جريبيل  |
| الثاني  | توم فان أسبروك |
| الثالث  | داني فان بوبل  |